# Дружба (Карасуский район)
Дружба (каз. Дружба) — село в Карасуском районе Костанайской области Казахстана. Входит в состав Айдарлинского сельского округа. Код КАТО — 395231200.

## Население
В 1999 году население села составляло 280 человек (139 мужчин и 141 женщина). По данным переписи 2009 года, в селе проживало 278 человек (137 мужчин и 141 женщина).